# 飯飯之交
《飯飯之交》是一部在2011年上映的美國浪漫喜劇電影，由娜塔莉·波曼、艾希頓·庫奇主演，伊凡·瑞特曼執導，為2011年美國第三週週末票房冠軍。同時期类似主题的電影還有《好友萬萬睡》（Friends with Benefits），由賈斯汀·提姆布萊克和米娜·古妮絲主演。

## 劇情
當十四歲的艾瑪（娜塔莉·波曼飾）在威霍肯夏令營外面，彆扭地拒絕了亞當（艾希頓·庫奇）的性要求，他們倆對成人真正的性交完全一無所知，但是多年後，艾瑪和亞當無意間相遇，結果竟然上了床。艾瑪自認為對談戀愛有過敏症，而亞當也暫時不想再交女朋友，主要是因為他曾經很有名的明星老爸搭上了和亞當剛分手的前任女友。
為了保持距離，他們達成協議，默守『不說謊、不吃醋、不將對方列作緊急聯絡人』的『無承諾關係』（No Strings Attached），名副其實做一對有性無愛的男女朋友。這一開始是一個解決生理需求的好方法，但日子越久，亞當漸漸發現自己對艾瑪產生了真感情，偏偏艾瑪一直把亞當拒諸門外，只求做一對有性沒愛的普通朋友。當亞當放棄之時，艾瑪才知道自己早就愛上了亞當...

## 演員
| 演員                   | 角色            |
| 娜塔莉·波曼            | 艾瑪·柯茲曼     |
| 艾希頓·庫奇            | 亞當·富蘭克林   |
| 卡利·艾域士            | 梅醫師          |
| 明蒂·凱琳 Mindy Kaling | Shira           |
| 凱文·克萊              | 阿爾文·富蘭克林 |
| 葛莉塔·潔薇            | 派屈斯          |
| 路達克里斯             | 華勒斯          |
| 奧莉薇‧瑟爾比          | 凱蒂            |
| Lake Bell              | 露西            |
| Ophelia Lovibond       | 凡妮莎          |
| Talia Balsam           | Sandra Kurtzman |
| Guy Branum             | Guy             |
| Phil LaMarr            | 警員            |
| Adhir Kalyan           | 凱文            |
| 班·羅森 Ben Lawson     | 山姆            |
| Matthew Moy            | 查克            |

## 外部連結
- AllMovie上《飯飯之交》的资料（英文）
- Box Office Mojo上《飯飯之交》的資料（英文）
- 爛番茄上《飯飯之交》的資料（英文）
- Metacritic上《飯飯之交》的資料（英文）
- 互联网电影数据库（IMDb）上《飯飯之交》的资料（英文）

| 上一届： 《青蜂俠》 | 2011年美國週末票房冠軍 1月23日 | 下一届： 《現代驅魔師》 |